# Institución Cultural de Cantabria
La Institución Cultural de Cantabria fue un organismo creado por la Diputación Provincial de Santander (España) en 1967 dedicado a las cuestiones culturales de la entonces provincia de Santander (actual comunidad autónoma de Cantabria). Estaba formada por los siguientes institutos: Centro de Estudios Montañeses (entidad autónoma adherida a la Institución), Instituto de Estudios Agropecuarios, Instituto de Etnografía y Folklore «Hoyos Sainz» e Instituto de Estudios Marítimos «Juan de la Cosa». Posteriormente se crearon el Instituto de Estudios Industriales, Económicos y de Ciencias «Torres Quevedo» y el Instituto de Bibliografía «Carlos Antonio de la Serna y Santander».
Con la creación de la comunidad autónoma de Cantabria pasó a formar parte de la Consejería de Cultura y convertirse en poco más que la editora de la misma hasta su desaparición funcional al haber sido asumida esa cuestión por un nuevo organismo, el Instituto de Estudios Cántabros.
- El contenido de este artículo incorpora material de una entrada de la Enciclopedia Libre Universal, publicada en español bajo la licencia Creative Commons Compartir-Igual 3.0.

- Datos: Q5917049